# 사시나미 유토
사시나미 유토(일본어: 差波 優人, 1993년 6월 28일~)는 일본의 축구 선수이다.

## 구단 경력
그는 2016년 J1리그의 베갈타 센다이에 입단했다. 2017년 8월 J3리그의 그루자 모리오카로 이적, 2018년 카탈레 도야마로 이적했다. 2019년까지 반라우레 하치노헤에서 활동하였다. 2020년부터 2022년까지 일본 풋볼 리그의 도쿄 무사시노 시티와 라인미어 아오모리에서 뛰었다. 2022년후 현역 은퇴.